# Walter Kröpfl
Walter Kröpfl (* 26. Juni 1951 in Deutschlandsberg) ist ein österreichischer Politiker (SPÖ) und Hauptschullehrer. Er war von 1996 bis November 2014 Abgeordneter zum Steiermärkischen Landtag.

## Leben
Kröpfl absolvierte seine Schulausbildung zunächst an der Volks- und Hauptschule und besuchte danach das BORG Deutschlandsberg. Nach der Matura absolvierte er die Pädagogische Akademie und war danach als Hauptschullehrer tätig.
Kröpfl lebt in Wettmannstätten.

## Politik
Kröpfl war von 1996 bis November 2014 Abgeordneter zum Steiermärkischen Landtag, wo er Bereichssprecher für Bildung und Schule war und Klubobmann der SPÖ. Er ist SPÖ-Ortsvorsitzender in Wettmannstätten und SPÖ-Bezirksvorsitzender in Deutschlandsberg.